# دوست (فیلم ۲۰۰۹)
«دوست» (انگلیسی: Friend) یک فیلم هندی به کارگردانی  Satabdi Roy است که در سال ۲۰۰۹ منتشر شد.